# Khaatumo
Khaatumo lub Khatumo (arab. خاتمة) – proponowany autonomiczny region Somalii, powołany w 2012 roku. Miał składać się z południowo-wschodnich części separatystycznego Somalilandu. W odróżnieniu od niego, region Khatumo nie dążył do uzyskania pełnej niepodległości wobec Somalii.
Rząd Khatumo zgłaszał roszczenia do regionów Sool, Sanaag i Cayn („regiony SSC”). Znajdując się pomiędzy Somalilandem na zachodzie i Puntlandem na wschodzie, strefa jest terenem spornym między tymi dwoma siłami.

## Historia
Należące do Somalii regiony Sool, Sanaag i Cayn były historycznymi terenami Sułtanatu Warsangali i Państwa Derwiszów i od wojny w 1991 roku są obiektem sporu między Somalilandem, Puntlandem i lokalnymi ośrodkami władzy.
Rozmowy na temat powstania Khaatumo trwały od 2007 roku, które w 2012 roku doprowadziły do deklaracji autonomii tego regionu. Pierwotnie stolicą było Taleh, następnie została ona przeniesiona do Laas Caanood. Nazwa Khaatumo pochodzi od arabskiego wyrażenia oznaczającego „pozytywne rozwiązanie”.
W 2017 prezydent Somalilandu Ahmed M. Mahamoud Silanyo i prezydent Khaatumo Ali Khalif Galaydh porozumieli się w sprawie powrotu regionu w skład tego pierwszego państwa.
6 kwietnia 2023 roku starszyzna klanu Dhulbahante ogłosiła powstanie organizmu państwowego "SSC-Khatumo" związanego z Somalią. Secesja regionu od Somalilandu, doprowadziła do konfliktu zbrojnego o Laas Caanaod. W wyniku walk, do końca 2023 roku siły Khatumo wyparły somalilandzkie wojska z regionu.

## Prezydenci Khaatumo
- Ahmed Elmi Osman
- Abdinuur Elmi Qaaji
- Mohamed Yusuf Jama
- Ali Khalif Galaydh
- wakat[6]
- Abdikhadir Ahmed Aw-Ali